# اسپنسر لی
اسپنسر لی (به انگلیسی: Spencer Lee،  زادهٔ ۱۴ اکتبر ۱۹۹۸) یک کشتی‌گیر آزادکار اهل کشور آمریکا است.
از افتخارات وی می‌توان به‌ کسب مدال نقره بازی‌های المپیک ۲۰۲۴ پاریس اشاره کرد.

## فعالیت حرفه‌ای

### المپیک ۲۰۲۴ پاریس
لی در وزن ۵۷ کیلوگرم کشتی آزاد المپیک ۲۰۲۴ پاریس حاضر بود که زو وانهو از چین، بکزات آلماز اولو از قرقیزستان و غلام‌جان عبدالله‌یف از ازبکستان را شکست داد و به فینال رسید. وی در دیدار نهایی به ری هیگوچی از ژاپن باخت و به مدال نقره رسید.